# Ollanta Humala
Ollanta Moisés Humala Tasso (født 27. juni 1962 i Lima) er en peruviansk politiker og officer. Han var landets præsident fra 2011 til 2016. Humala var militærofficer af karriere. 